# Cantando por un sueño
A Cantando por un sueño (jelentése spanyolul: ’Énekléssel egy álomért’) a Televisa tévétársaság által készített televíziós dalverseny volt 2006-ban Mexikóban, amely a Bailando por un sueño („Tánccal egy álomért”) című produkció mintájára készült. A verseny résztvevőinek híres énekesek oldalán kellett szerepelniük. A zsűri elismert latin-amerikai énekesekből állt mint Yuri, Ricardo Montaner, Adrián Possé, Susana Zabaleta, Manuel Mijares és Kiko Campos. Házigazdái Adal Ramones, Liza Echeverría és Alessandra Rosaldo voltak.
A hasonló jellegű reality műsorokkal – például a magyar Megasztárral – ellentétben azonban itt nem a „sztárság” volt a tét: a nyereményösszeget a részt vevő versenyzők jótékony célra – beteg családtagjuk megsegítésére, operációkra, gyógykezelésre stb. – fordították.
Az első adásra 2006. január 8-án, vasárnap este került sor Mexikóban, amelyet a show sztárháziasszonya, a világhírű Thalía nyitott meg a műsor hivatalos dalával, majd szerencsét kívánt a versenyzőknek. A reality 3+1 sorozatból állt, és vasárnaponként sugározták a Televisa Canal de las Estrellas csatornáján. Az utolsó sorozat már Reyes de la Canción („A dalkirályok”) címen futott, amelyben a három előző évad győztesei álltak újra színpadra versengeni egymással.

## Külső hivatkozások
- A műsor hivatalos oldala